# بیلینگزلی
بیلینگزلی شهری است در ایالت آلاباما در کشور آمریکا.

## مکان
در موقعیت () قرار دارد.
با توجه به اطلاعات اداره آمار آمریکا مساحت آن در حدود ۳ کیلومترمربع است.

## مردم‌شناسی
با توجه به آمار سال ۲۰۰۰ جمعیت آن ۱۱۶ نفر، ۴۶ خانواده در آن ساکن هستند.
تعداد ۵۸ واحد خانه در هر مساحت تقریبی (۱۹akm²) قرار دارد.
۲۰،۷% درصد از خانواده‌های فرزند زیر ۱۸ سال داشتند که از این تعداد ۵۴،۳% درصد زوج بوده و ۱۵،۲% درصد زنان بدون شوهر و ۲۶،۱% درصد نیز غیر خانواده بودند.
متوسط درآمد یک خانواده در حدود ۴۶،۰۰۰ دلار آمریکا است و زنان درآمد متوسط ۳۰،۶۲۵ دلار آمریکا و مردان درآمد متوسط ۱۵،۷۵۰ دلار آمریکا بدست می‌آورند.